# Natuurgeneeswijze
Natuurgeneeswijzen omvatten een heel spectrum aan alternatieve geneeswijzen waarbij patiënten behandeld worden op een wijze die een bepaalde notie van 'natuurlijkheid' inhoudt. Zoals bij alle alternatieve geneeswijzen berusten de behandelingen niet op wetenschappelijk bewijs. Bij deze geneeswijze wordt het 'zelfgenezend vermogen' van het lichaam centraal gesteld en wordt ziekte gezien als een gevolg van het ophopen van afvalstoffen. De behandeling richt zich niet op de ziekte of het zieke orgaan, maar op het creëren van omstandigheden waarbij het lichaam zichzelf kan herstellen.
Behandelingen maken veelal gebruik van middelen die de natuur biedt, zoals licht, warmte, aarde, water, lucht en planten. Voorbeelden van gebruikte behandelingen zijn fytotherapie, bloedreinigingstherapie, ademhalingsoefeningen en massage. Ook kan een therapie gericht zijn op voeding of psychische gesteldheid.